# 政治経済史学会
政治経済史学会（せいじけいざいしがっかい）は1963年に設立され、歴史学分野を中心とする研究者により構成された学会。彦由一太が神奈川県立横浜翠嵐高等学校教師時代にはじめた翆史会を母体とする。
1963年2月以来、研究発表の場として古代史から近現代史までを幅広く扱う学術誌月刊『政治経済史学』を印刷発行している。発行責任者は当初は、政治経済史学会日吉史塾という名称であったものが、25号以降は、日本政治経済史学研究所と改められた。更に81号以降は、発行責任者は政治経済史学会、出版者は日本政治経済史学研究所となっている。本誌は660号（2021年12月発行）をもって印刷媒体として終了し、2023年8月10日からWebサイトに移行した。９月28日、再刊の661号（20233年秋）をWebサイトで発刊した。
本部は東京都町田市山崎町1356 D-305。会長は野村乙二朗。